# Ben Arps

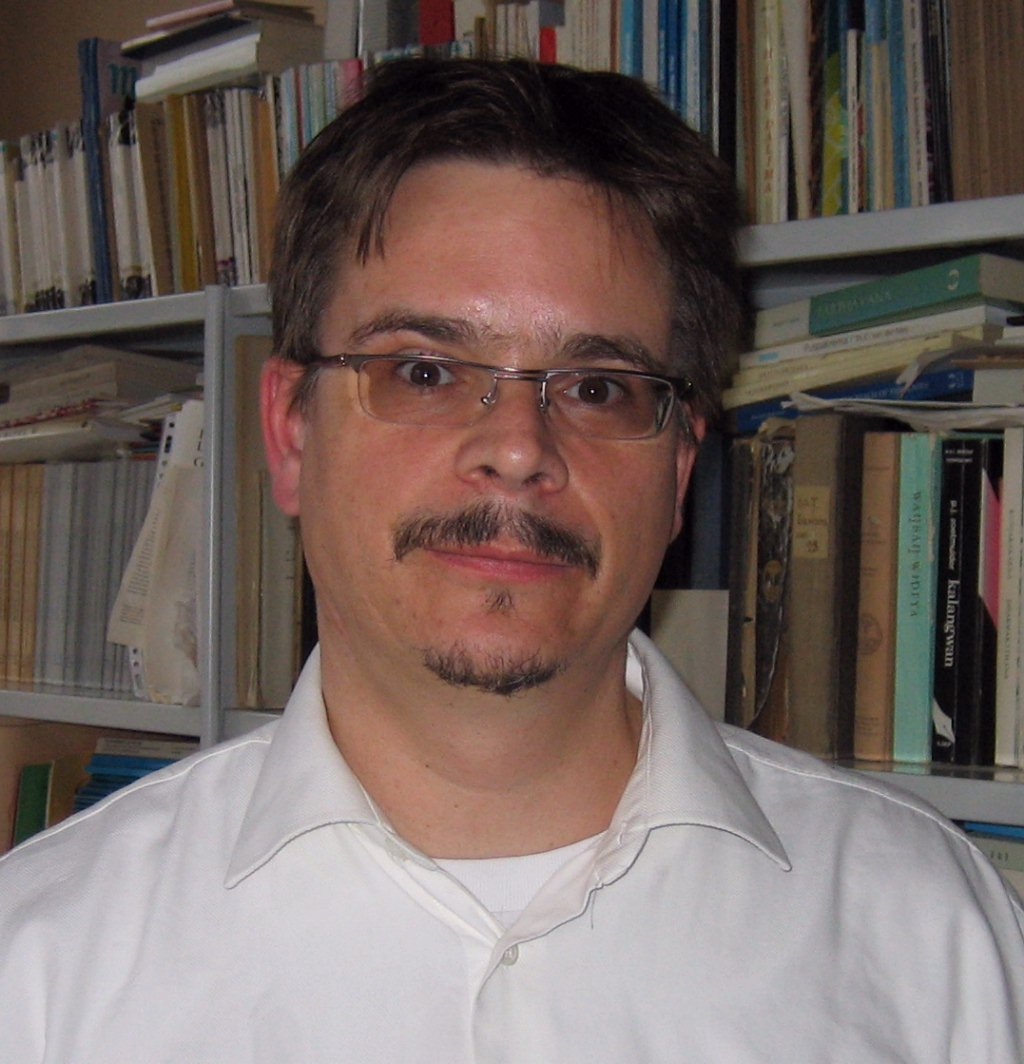
Ben Arps

Bernard (Ben) Arps (Leiden, 30 mei 1961) is een Nederlandse javanicus en hoogleraar aan de Universiteit Leiden. Zijn specialiteit is voornamelijk moderne media, muziek en Javaans theater.

## Biografie
Zijn vader werd geboren in Nederlands-Indië. Zijn overgrootvader Bernardus Arps was kunstschilder. Zijn grootvader, die ook Bernard Arps heette, werkte als zendeling voor de Nederlandse Zendingsvereniging in West-Java. De familie kwam oorspronkelijk uit Sleeswijk-Holstein.
Na zijn eindexamen aan het Visser 't Hooft Lyceum in Leiden begon hij in 1979 met de studie Indonesische talen bij de vakgroep Talen en Culturen van Zuidoost-Azië en Oceanië van de Rijksuniversiteit Leiden. Na zijn kandidaatsexamen in 1982 studeerde Arps verder aan Akademi Seni Karawitan Indonesia (ASKI) in Surakarta op Midden-Java. Hij bestudeerde hier het wajangtheater en werd een "dalang" (Javaanse poppenspeler). Na zijn verblijf op Java vervolgde Arps zijn studie Javaanse taal- en letterkunde in Leiden. In 1986 slaagde hij cum laude voor zijn doctoraalexamen met een scriptie over het gebruik van Indiase en Oud-Javaanse dichtmaten in Surakarta.

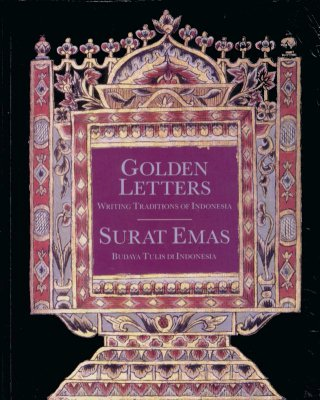
Golden Letters / Surat Emas

Daarna werkte hij halftijds als docent Indonesisch aan de universiteit en vanaf 1988 ook aan The School of Oriental and African Studies van de Universiteit van Londen. In Londen schreef hij in 1991 hij samen met Annabel Teh Gallop het boek Golden Letters / Surat Emas, een soort catalogus voor een reizende tentoonstelling van Indonesische handschriften. Elk handschrift werd voorzien van een gedetailleerde beschrijving en indien nodig een transliteratie en een vertaling in het Engels of Indonesisch. Daarnaast beschreef hij een collectie Javaanse handschriften in de India Office Library.
In 1992 promoveerde Arps in Leiden op de dissertatie Tembang in Two Traditions, een studie van het dichten en de gezongen voordracht en interpretatie van traditionele Nieuw-Javaanse literatuur, in het bijzonder over de overlevering van de voordracht van Javaanse gedichten in twee verschillende tradities: die van een Javaans hof in Midden-Java en die van het platteland in het uiterste oosten van Java. Voor deze studie, die eeuwenoude Javaanse tradities in een moderne context plaatst, verrichtte Arps veldwerkonderzoek in Jogjakarta en Banyuwangi.
In 1992 was Arps de opvolger van Hans Ras als hoogleraar Javaanse taal- en letterkunde. Hij is het hoofd van de opleiding Talen en Culturen van Zuidoost-Azië en Oceanië. Daarnaast was hij Fellow-in-Residence bij het Netherlands Institute for Advanced Study in 2001-2002 en Visiting Fellow bij het Faculty of Asian Studies and Humanities Research Centre van de Australian National University in 2005. In het academische jaar 2006-2007 was hij gasthoogleraar bij de Universiteit van Michigan in Ann Arbor en in 2011-2012 Visiting Senior Research Fellow aan de Univeriseit van Singapore.

## Bibliografie

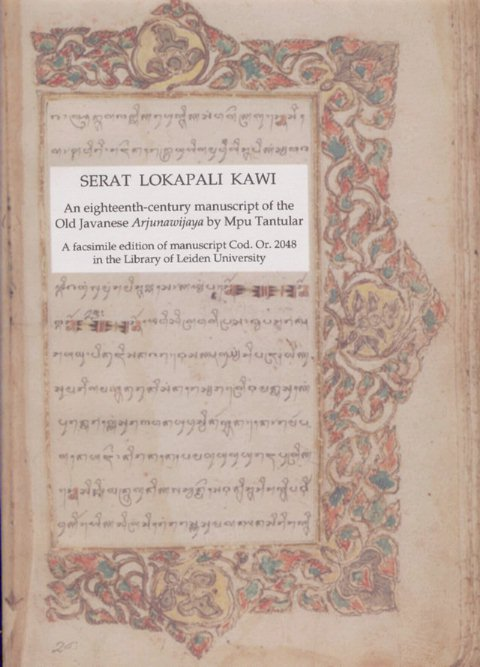
Serat Lokapali Kawi